# Brusa
Brusa is een geslacht van vlinders uit de familie dikkopjes (Hesperiidae). De wetenschappelijke naam van het geslacht is voor het eerst geldig gepubliceerd in 1937 door William Harry Evans.

## Soorten
- Brusa allardi
- Brusa saxicola